# Maomé Xá Cajar
Maomé Xá Cajar (Mohammad Shah Qajar), nascido Maomé Mirza (Mohammad Mirza; Tabriz, Irão, 5 de janeiro de 1808 – Teerã, Irão, 5 de setembro de 1848) foi rei da dinastia Cajar (23 de outubro de 1834 – 5 de setembro de 1848).

## Chegada ao poder
Maomé Xá era filho de Abbas Mirza, o príncipe herdeiro e governador do Azerbaijão, que por sua vez era filho de Fate Ali Xá Cajar, o segundo xá da dinastia Cajar. Antes, Abas Mirza era o herdeiro escolhido para ser o xá. No entanto, depois que da morte dele, o xá Maomé foi escolhido para ser  herdeiro de Fate Ali Xá. Após a morte do xá, Ali Mirza, um de seus muitos filhos, tentou tomar o trono em oposição a Maomé. Seu governo durou cerca de 40 dias. No entanto, ele foi rapidamente deposto nas mãos de Ghaem Magham Farahani, um político, cientista e poeta.

## Reinado

### Político e militar
Ali foi perdoado por Maomé, que se tornou xá. Um apoiador de  Maomé, Cosroes Cã Gorji, foi recompensado com o cargo de governador de Ispaã, enquanto Farahani foi recompensado com a chancelaria da Pérsia pelo xá no tempo de sua coroação. Ele mais tarde foi traído e executado por ordem do xá em 1835, na instigação de Haje Mirza Agaci, que se tornaria o sucessor de Ghaem Magham e influenciaria as políticas de Maomé. Uma de suas esposas, Maleque Jaã Canum, Made e Olia, adquiriu muita influência no governo de seu sucessor Naceradim Xá Cajar, que era seu filho.

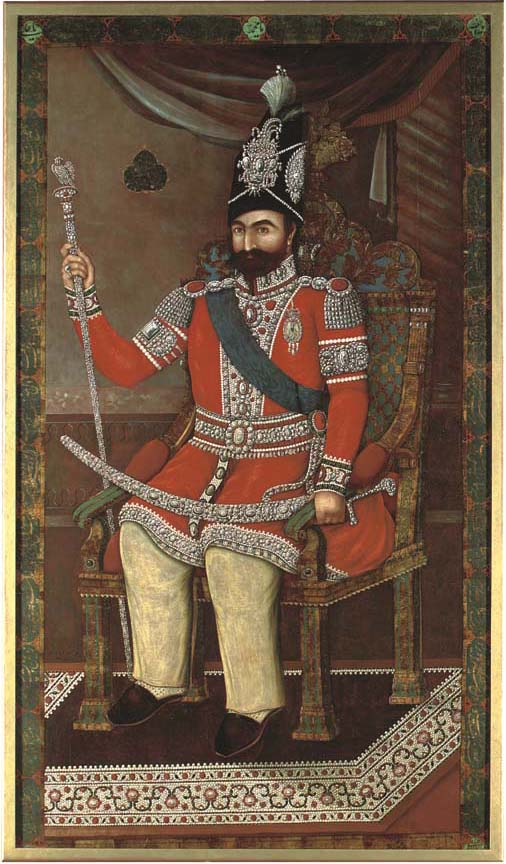
Maomé como Xá da Pérsia

Ele também tentou conquistar Herat duas vezes. Para tentar derrotar os britânicos, ele enviou um oficial da corte de Luís Felipe da França. Em 1839, dois instrutores militares franceses chegaram em Tabriz para ajudá-lo. Entretanto, ambas as tentativas de capturar a cidade não deram certo. (Cerco de Herat e Guerra Anglo-Persa)
Durante o curto reinado de Maomé Xá, oficiais britânicos pediram o fim da troca de escravos. Em 1846, o governo britânico enviou Justin Sheil à Pérsia para negociar com o xá sobre a troca de escravos. No início, o xá recusou-se a limitar a escravidão ou a troca de escravos, pois o Alcorão não considerava a escravidão ilegal e ele não podia tornar ilegal uma coisa que o Alcorão considerava legal. Mais tarde, ele alegou que banir a troca de escravos iria reduzir as conversões ao Islão. Porém em 1848, Maomé Xá fez um acordo e proibiu a troca marítima de escravos.

### Trocas culturais
Maomé era influenciado pela Rússia e planejou concretizar reformas para modernizar o país e aumentar o contato com o Ocidente. Esse trabalho foi continuado por seu sucessor, Naceradim Xá Cajar, que tornou-se conhecido como um líder muito eficiente. Essas tentativas de modernizar o país fizeram com que ele se interessasse pela fotografia. Outra forma de arte durante esse período inclui um número de pinturas em pequena escala em laca.